# 15. april
15. april je 105. dan leta (106. v prestopnih letih) v gregorijanskem koledarju. Ostaja še 260 dni.

## Dogodki
- 1241 – v bitki pri Legnici Mongoli prvič v Evropi uporabijo rakete
- 1811 – z Organičnim dekretom vpeljan nov red v Ilirskih provincah
- 1874 – s pariško razstavo Moneta, Renoirja, Pissarra, Sisleya in Morisotove se prične impresionizem
- 1896 – v Atenah se končajo prve olimpijske igre moderne dobe
- 1912 – pred obalo Nove Fundlandije se je na svoji prvi plovbi preko Atlantika zjutraj ob 2:20 potopil Titanic
- 1915:
  - turški vojaki, ki so vdrli v Armenijo, začnejo pobijati tamkajšnje prebivalstvo
  - začne se kopenski del operacije v bitki za Gallipoli
- 1920 – splošna stavka jugoslovanskih železničarjev
- 1923:
  - prvi poskus prenosa slike po televiziji
  - insulin prvič postane dostopen vsem sladkornim bolnikom
- 1940 – Združeno kraljestvo pošlje vojaške enote na Norveško
- 1945 – britanske enote osvobodijo koncentracijsko taborišče Bergen-Belsen
- 1964 – George Best je prvič zaigral v dresu Severne Irske
- 1979 – v potresu v Črni gori, z močjo VII. stopnje po Richterju, umre 101 človek
- 1983 – v Tokiu odprejo Disneyland Tokio
- 1986 – ameriška letala bombardirajo Tripoli in Bengazi
- 1989 – v Sheffieldu se zgodi največja tragedija v zgodovini angleškega nogometa, v kateri umre 96 navijačev
- 2002 – kitajsko letalo boeing 767-200 zaradi močnega naliva in megle strmoglavi v hrib v bližini južnokorejskega mesta Pusan; umre 128 ljudi
- 2011 – Haaško sodišče zaradi vojnih zločinov na 24- in 18-letno zaporno kazen obsodi upokojena hrvaška generala Anteja Gotovino in Mladena Markača, general Ivan Čermak pa je oproščen vseh obtožb
- 2013 – na bostonskem maratonu eksplodirata dve bombi, zaradi katerih umrejo trije ljudje, več kot 130 pa je ranjenih
- 2019 – stolnica Notre-Dame v Parizu je močno poškodovana v požaru

## Rojstva
- 1282 – Friderik IV., vojvoda Zgornje Lorene († 1329)
- 1367 – Henrik IV., angleški kralj († 1413)
- 1452 – Leonardo da Vinci, italijanski (toskanski) slikar, inženir († 1519)
- 1469 – Guru Nanak, ustanovitelj sikhizma († 1539)
- 1489 – Mimar Sinan, otomanski arhitekt grškega rodu († 1588)
- 1548 – Pietro Antonio Cataldi, italijanski matematik († 1626)
- 1642 – Sulejman II., turški sultan († 1691)
- 1646 – Kristijan V., danski kralj († 1699)
- 1684 – Katarina I., ruska carica († 1727)
- 1707 – Leonhard Euler, švicarski matematik, fizik, astronom († 1783)
- 1710 – Marie-Anne de Cupis de Camargo, francoska balerina († 1770)
- 1786 – John Franklin, angleški raziskovalec Arktike († 1847)
- 1793 – Friedrich Georg Wilhelm von Struve, nemški astronom († 1864)
- 1800 – James Clark Ross, angleški mornariški oficir, raziskovalec († 1862)
- 1809 – Hermann Günther Grassmann, nemški fizik, polihistor († 1877)
- 1832 – Wilhelm Busch, nemški slikar, pesnik († 1908)
- 1843 – Henry James, ameriški pisatelj († 1916)
- 1855 – Jurij Šubic, slovenski slikar († 1890)
- 1858 – Émile Durkheim, francoski sociolog († 1917)
- 1861 – William Bliss Carman, kanadski pesnik († 1929)
- 1867 – Etbin Kristan, slovenski politik, pisatelj († 1953)
- 1874 – Johannes Stark, nemški fizik, nobelovec 1919 († 1957)
- 1888 – Peter Joseph Dietzgen, nemški materialistični filozof in socialist († 1828)
- 1896 – Nikolaj Nikolajevič Semjonov, ruski fizik, kemik, nobelovec 1956 († 1986)
- 1901 – Joe Davis, angleški igralec biljarda in snookerja († 1978)
- 1904 – Vostanik Adojan - Arshile Gorky, armensko-ameriški slikar († 1948)
- 1912 – Kim Song Ču - Kim Il Sung, severnokorejski diktator († 1994)
- 1919 – Franjo Kuharić, hrvaški kardinal († 2002)
- 1920 – Richard von Weizsäcker, nemški politik († 2015)
- 1921 – Georgij Timofejevič Beregovoj, ruski kozmonavt († 1995)
- 1930 – Vigdís Finnbogadóttir, islandska političarka
- 1933 – Boris Natanovič Strugacki, ruski pisatelj, scenarist († 2012)
- 1948 – Michael Kamen, ameriški skladatelj († 2003)
- 1952 – Nejc Zaplotnik, slovenski alpinist († 1983)
- 1955 – Dodi Al Fayed, egiptovski poslovnež († 1997)
- 1957 – Evelyn Ashford, ameriška atletinja
- 1958 – Benjamin Zephaniah, angleški pisatelj, glasbenik, pesnik duba
- 1959 – Emma Thompson, angleška filmska igralka
- 1960 – Filip, belgijski kralj
- 1961 – Carol W. Greider, ameriška molekularna biologinja, nobelovka 2009
- 1990 – Emma Watson, angleška filmska igralka

## Smrti
- 1053 – Godwin Wesseški, angleški grof, pretendent za prestol (* 1001)
- 1077 – Geza I., madžarski kralj (* 1044)
- 1136 – Richard Fitz Gilbert de Clare, angleški mejni grof v Walesu
- 1220 – Adolf iz Altene, kölnski nadškof (* 1157)
- 1389 – Vilijem I., bavarski vojvoda, holandski (V.), hainauški (III.) in zeelandski grof (IV.) (* 1330)
- 1393 – Elizabeta Pomeranijska, poljska princesa, češka kraljica, rimsko-nemška cesarica (* 1345)
- 1415 – Manuel Hrizoloras, bizantinski humanist, filozof, filolog, prevajalec (* 1355)
- 1446 – Filippo Brunelleschi, italijanski arhitekt (* 1377)
- 1558 – Hürrem Sultan, glavna in zakonita žena Sulejmana Veličastnega (* ok. 1504)
- 1611 – Richard Mulcaster, angleški pedagog (* okoli 1530)
- 1641 – Domenichino, italijanski slikar (* 1581)
- 1659 – Simon Dach, pruski pesnik (* 1605)
- 1719 – Françoise d'Aubigné, markiza de Maintenon, druga žena francoskega kralja Ludvika XIV.
- 1764 – Madame de Pompadour, francoska kurtizana, mecenka (* 1721)
- 1765 – Mihail Vasiljevič Lomonosov, ruski pesnik, jezikoslovec, učenjak (* 1711)
- 1828 – Francisco de Goya y Lucientes, španski slikar, graver (* 1746)
- 1853 – Auguste Laurent, francoski kemik (* 1807)
- 1854 – Arthur Aikin, angleški kemik (* 1773)
- 1865 – Abraham Lincoln, ameriški predsednik (* 1809)
- 1894 – Jean Charles Galinard de Marignac, švicarski kemik (* 1817)
- 1896 – Vatroslav Oblak, slovenski jezikoslovec (* 1864)
- 1901 – Václav Brožík, češki slikar (* 1851)
- 1912 – John Jacob Astor IV., ameriški poslovnež (* 1864)
- 1912 – Edward J. Smith, angleški pomorščak (* 1850)
- 1912 – Thomas Andrews, britanski poslovnež (* 1873)
- 1917 – Janoš Murkovič, slovenski učitelj, pisatelj in glasbenik na Madžarskem (* 1839)
- 1942 – Robert Musil, avstrijski pisatelj (* 1880)
- 1944 – Giovanni Gentile, italijanski fašist in filozof (* 1875)
- 1947 – Fernand de Brinon, francoski novinar, politik (* 1885)
- 1956 – Emil Nolde, nemški slikar (* 1867)
- 1967 – Antonio de Curtis - Totò, italijanski komik (* 1898)
- 1969 – Victoria Eugenie Battenbergška, španska kraljica (* 1887)
- 1972 – Frank Hyneman Knight, ameriški ekonomist (* 1885)
- 1980 – Jean-Paul Sartre, francoski filozof, dramatik, pisatelj, zavrnil Nobelovo nagrado 1964 (* 1905)
- 1986 – Jean Genet, francoski pisatelj (* 1910)
- 1989 – Hu Yaobang, kitajski politik in državnik (* 1915)
- 1990 – Greta Lovisa Gustafsson, švedska filmska igralka (* 1905)
- 1998 – Pol Pot, kamboški voditelj (* 1925)
- 2001 – Joey Ramone, pevec legendarne skupine The Ramones (*1951)
- 2018 – Ronald Lee Ermey, ameriški igralec (*1944)

## Prazniki in obredi
- mednarodni dan prostovoljstva mladih